# Monumento a Víctor Manuel II
El monumento nacional a Víctor Manuel II (en italiano: Monumento Nazionale a Vittorio Emanuele II), también conocido  como Altare della Patria (Altar de la Patria), o simplemente Il Vittoriano, es un enorme monumento conmemorativo de la ciudad de Roma, Italia, realizado en honor del primer rey de la Italia unificada, Víctor Manuel II. 
Se sitúa entre la Piazza Venezia (Plaza de Venecia) y la Colina Capitolina. Fue diseñado por Giuseppe Sacconi en 1885, e inaugurado en 1911, pero los trabajos terminaron mucho después, entre 1924 y 1927.

## Características

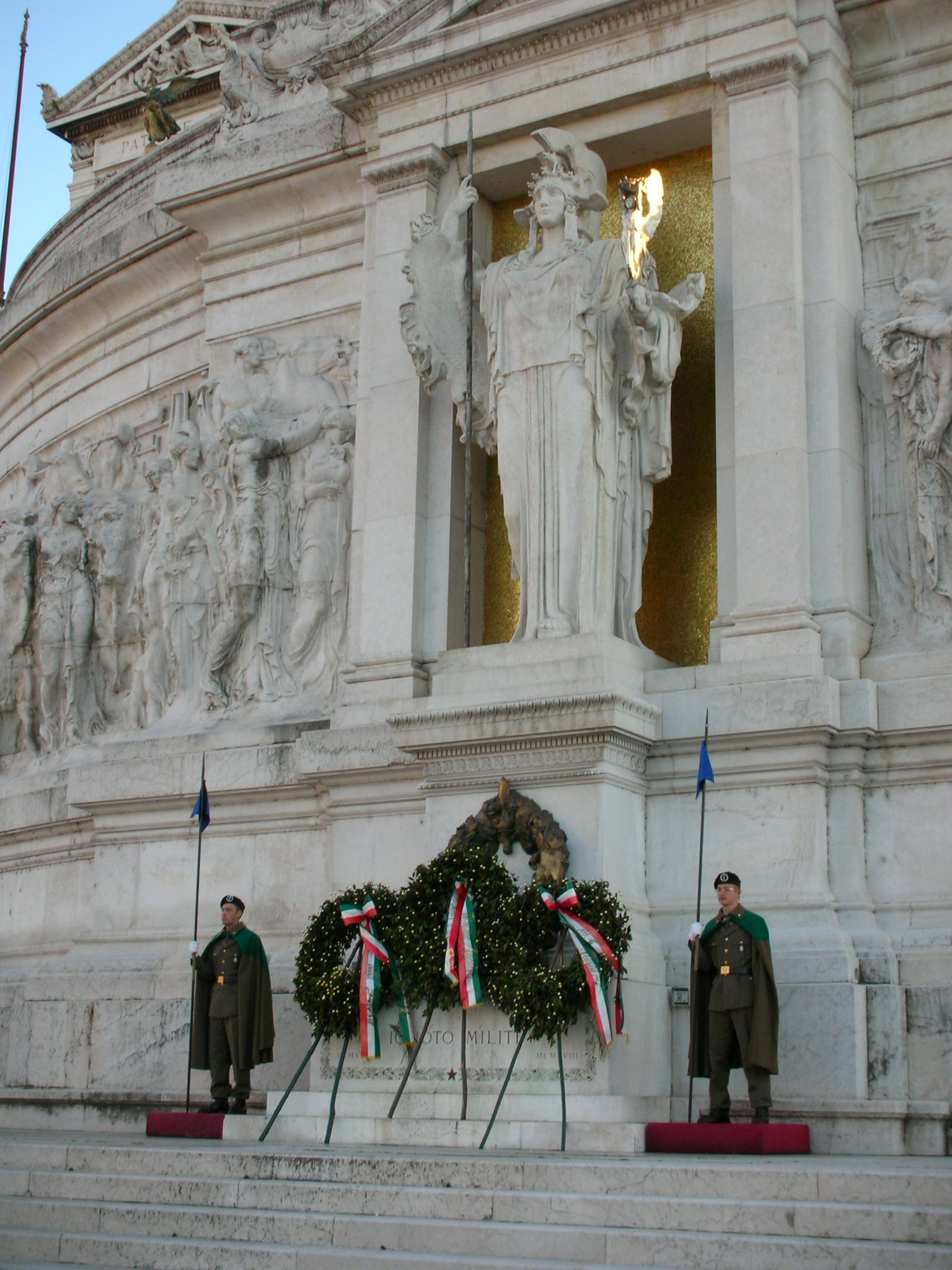
Tumba del soldado desconocido.

El monumento está construido con mármol blanco extraído de las canteras de Botticino (cerca de la ciudad de Brescia), mostrado por ejemplo en las majestuosas escaleras o las columnas corintias. También dispone de varias fuentes y esculturas del propio rey Víctor Manuel y dos estatuas de la diosa Victoria con sendas cuadrigas. La estructura mide 135 metros de ancho y 40 metros de altura (incluyendo la cuadriga y las alas de las diosas, llega a 61 metros).
En la base del monumento se encuentra el museo de la unificación de Italia.

### El soldado desconocido
En el monumento a Víctor Manuel II se encuentra también una tumba al soldado desconocido con una «llama eterna» construida tras la Primera Guerra Mundial, conforme a la idea del general Giulio Douhet. El cuerpo del soldado desconocido fue escogido por María Bergamas, en el pueblo austro-húngaro de Gradisca d'Isonzo, de un joven desertor del ejército austro-húngaro que pasó al Regio Esercito (ejército italiano) y resultó desaparecido en combate durante la Primera Guerra Mundial. Fue elegido entre otros 11 cuerpos de soldados o marineros sin identificar de las fuerzas armadas del Reino de Italia (1861-1946). El cuerpo fue transportado desde Aquilea (donde se realizó la ceremonia con Bergamas) hasta Roma, entre octubre y noviembre de 1921.

## Controversia
El monumento ha sufrido críticas desde que su construcción supuso la destrucción de un gran área de la Colina Capitolina, una de las colinas históricas de Roma, y donde se encontraba un barrio medieval. Para algunos, dicho monumento era demasiado grande y pomposo. 
En días soleados, este edificio puede llegar a ser muy brillante, pudiendo incluso ser molesto para la vista si se está cerca o dentro del recinto, dado su impoluto color blanco y su entorno urbano más oscuro. Al ser una construcción tan destacada en el panorama de Roma, ha recibido otras numerosas denominaciones. Desde su origen, los romanos lo llamaban la Zuppa Inglese (una especie de pastel), la tarta de bodas o la falsa boca. Cuando los soldados aliados llegaron a Roma en 1944 lo llamaron también la máquina de escribir, apodo que luego adoptarían los propios italianos. Ello se debe a que la fachada con las columnas no es recta, sino que adopta cierta forma en arco.
La apertura como foro público y lugar panorámico sobre el centro de Roma fue acogido por el antiguo presidente de la República Italiana, Carlo Azeglio Ciampi, permitiendo a la gente acercarse a dicha construcción y dándole así una mejor reputación.